# Стабуніти
Стабуніти (пол. Stabunity, нім. Stabunken) — село в Польщі, у гміні Лідзбарк-Вармінський Лідзбарського повіту Вармінсько-Мазурського воєводства.
Населення — 22 особи (2011).
У 1975-1998 роках село належало до Ольштинського воєводства.

## Демографія
Демографічна структура станом на 31 березня 2011 року:
|          | Загалом | Допрацездатний вік | Працездатний вік | Постпрацездатний вік |
| -------- | ------- | ------------------ | ---------------- | -------------------- |
| Чоловіки | 9       | 4                  | 4                | 1                    |
| Жінки    | 13      | 9                  | 4                | 0                    |
| Разом    | 22      | 13                 | 8                | 1                    |